# Александар Овечкин
Александар Овечкин (рус. Александр Михайлович Овечкин; Москва, 17. септембар 1985) је руски хокејаш који тренутно игра у Вашингтон капиталсима. Игра на позицији левог крила. У јануару 2008. потписао је 13-годишњи уговор са Капиталсима вредан 124.000.000 $, што је најбогатији уговор у историји НХЛ-а.

## Каријера
Овечкина су Вашингтон капиталси бирали као првог пика на драфту 2004. године. Будући да је сезона 2004/05. отказана, због штрајка играча, Овечкин је тек сезону касније заиграо у најјачој хокејашкој лиги света и освојио Калдеров меморијални трофеј за најбољег новајлију лиге.
У сезони 2007/08. био је најбољи играч регуларног дела НХЛ сезоне са 112 поена (65 голова и 47 асистенција), па је освојио Арт Росов трофеј и Морис Ришаров трофеј. Исте сезоне добио је награду Тед Линдсеј Авард за најбољег играча сезоне у избору својих колега као и Хартов меморијални трофеј као МВП лиге. Као једна од највећих светских хокејашких звезда Овечкин је именован и службеним амбасадором Зимских олимпијских игара 2014. које су се 2014. одржале у Сочију.